# تفاح الزنجبيل الذهبي
تفاح الزنجبيل الذهبي بالإنجليزية Ginger Gold هو مجموعة متنوعة من التفاح الأصفر دخلت إلى سوق التجارة العالمية في سنوات الثمانينيات، على الرغم من أن الشتلات الأصلية لم تدخل إلى الولايات المتحدة إلا في أواخر الستينيات. وفقًا لموقع جمعية التفاح الأمريكية على الإنترنت، فهو واحد من أكثر خمسة عشرات صنفًا من التفاح المهجن الأكثر إنتاجية في الولايات المتحدة، . وهو تفاح مهجن من الأصول الابوية كالتالي:
```
Golden Delicious' × 'Albemarle Pippin' × unknown
```